# ماد وین
ماد وین (انگلیسی: Maude Wayne؛ ۲۶ مارس ۱۸۹۰ – ۱۰ اکتبر ۱۹۸۳) بازیگر اهل ایالات متحده آمریکا بود. او معمولاً نقش اصلی زن را در مقابل رودولف والنتینو بازی می‌کرد.
از فیلم‌هایی که وی در آن‌ها نقش داشته‌است، می‌توان به سال کبیسه اشاره نمود.